# Peder Kongshaug
Peder Fejerskov Kongshaug (* 13. srpna 2001) je norský rychlobruslař.
V roce 2018 začal závodit ve Světovém poháru juniorů, roku 2019 se poprvé představil na juniorském světovém šampionátu. V lednu 2021 debutoval v seniorském Světovém poháru, následně poprvé startoval na Mistrovství světa na jednotlivých tratích. Startoval také na Zimních olympijských hrách 2022, kde s norským týmem vyhrál stíhací závod družstev, kromě toho byl na trati 1500 m čtvrtý a v závodě s hromadným startem vypadl v semifinále.